# Porovnání video editorů
Toto je porovnání  programů pro střih videa, nelineárních video editorů.

## Základní informace
Tato tabulka poskytuje základní informace o jednotlivých editorech:
| Program                                                             | Platforma                        | Vývojář                                        | Rok prvního vydání           | Rok posledního vydání | Nejnovější verze                                      | Cena (USD)                                                          | Licence      |
| ------------------------------------------------------------------- | -------------------------------- | ---------------------------------------------- | ---------------------------- | --------------------- | ----------------------------------------------------- | ------------------------------------------------------------------- | ------------ |
| Adobe Premiere Pro                                                  | Windows/Mac                      | Adobe Systems                                  | 1991                         | 2009 2010 2011        | CS4 4.2.1 (32bit) CS5 (pouze 64bit) CS5.5 (jen 64bit) | Nesvobodný $1699                                                    | Proprietární |
| Adobe Premiere Elements                                             | Windows                          | Adobe Systems                                  | 2004                         | 2009                  | 8.0                                                   | Nesvobodný $100                                                     | Proprietární |
| Avid Free DV                                                        | Windows/Mac                      | Avid                                           | ?                            | ?                     | 1.8                                                   | Opuštěn                                                             | Proprietární |
| Avid Xpress DV                                                      | Windows/Mac                      | Avid                                           | 2000                         | ?                     | 4.8                                                   | Opuštěn                                                             | Proprietární |
| Avid Xpress Pro Studio HD                                           | Windows/Mac                      | Avid                                           | 2003                         | ?                     | 5.8                                                   | Opuštěn                                                             | Proprietární |
| Avid Liquid                                                         | Windows/Mac                      | Avid                                           | 2003                         | ?                     | 7.2                                                   | Opuštěn                                                             | Proprietární |
| Avid Media Composer                                                 | Windows/Mac                      | Avid                                           | 1989                         | 2016                  | 8.5.2                                                 | Nesvobodný $1299                                                    | Proprietární |
| Avidemux                                                            | Windows/Mac/BSD/Linux            | Mean                                           |                              | 2019                  | 2.7.4                                                 | Svobodný                                                            | Svobodný     |
| AVS Video Editor                                                    | Windows                          | Online Media Technologies Ltd.                 | 2004                         | 2021                  | 9.6.1                                                 | Nesvobodný $59(Unlimited)                                           | Proprietární |
| Blender (VSE : Video Sequence Editor)                               | Windows/Mac/Solaris/Irix/Linux   | Blender Foundation                             | 2002                         | 2019                  | 2.8                                                   | Svobodný                                                            | Svobodný     |
| iFunia Video Converter 2                                            | Windows/Mac                      | Online Media Technologies Ltd.                 | ?                            | 2010                  | 2.3.0.0                                               | Nesvobodný $35(Unlimited)                                           | Proprietární |
| Cinelerra                                                           | Linux/Mac                        | Heroine Virtual                                | 2002                         | 2009                  | 4.2                                                   | Svobodný                                                            | Svobodný     |
| Dayang Montage Extreme                                              | Windows                          | Dayang                                         | 2007                         | 2009                  | 1.2                                                   | Nesvobodný $898                                                     | Proprietární |
| EditDV/Cinestream                                                   | Windows/Mac                      | Radius                                         | 1997                         | 2002                  | 3.0                                                   | Nesvobodný $999                                                     | Proprietární |
| Edius                                                               | Windows                          | Grass Valley Canopus                           | 2002                         | 2008                  | 5.0                                                   | Nesvobodný $799                                                     | Proprietární |
| Final Cut Express                                                   | Mac                              | Apple Inc.                                     | 2003                         | 2007                  | 4.0.1                                                 | Nesvobodný $199                                                     | Proprietární |
| Final Cut Pro/Studio                                                | Mac                              | Apple Inc.                                     | 1999                         | 2009                  | 7                                                     | Nesvobodný $999                                                     | Proprietární |
| Full Motion Video                                                   | Win                              | Equuleus Solutions Ltd                         | 1998                         | 2010                  | 6                                                     | Nesvobodný $29                                                      | Proprietární |
| Avid FreeDV                                                         | Windows/Mac                      | Avid Technology                                | 2001                         | 2008                  | 7                                                     | Opuštěn                                                             | Proprietární |
| CyberLink PowerDirector Archivováno 28. 2. 2009 na Wayback Machine. | Windows                          | Cyberlink                                      | 2001                         | 2009                  | 8                                                     | Nesvobodný $69.95, $99.95                                           | Proprietární |
| FORscene                                                            | Cross-Platform (Java)            | Forbidden Technologies                         | 2004                         | ?                     | 15 April 2007                                         | Nesvobodný from $2/hour                                             | Proprietární |
| iMovie                                                              | Mac                              | Apple Inc.                                     | 1999                         | 2010                  | 8.0.6                                                 | $79 (součást balíku programů iLife) zdarma na nových počítačích Mac | Proprietární |
| PiTiVi                                                              | Linux                            | Open Source Community                          | 2004                         | 2018                  | 0.999                                                 | Svobodný                                                            | Svobodný     |
| Kdenlive                                                            | Linux/BSD/Mac                    | Open Source Community                          | 2002                         | 2022                  | 21.12.2                                               | Svobodný                                                            | Svobodný     |
| Kino                                                                | Linux/BSD                        | Open Source Community                          | 2000                         | 2009                  | 1.3.4                                                 | Svobodný                                                            | Svobodný     |
| LiVES                                                               | Linux/BSD/Mac                    | Open Source Community                          | 2002                         | 2013                  | 2.0.6                                                 | Svobodný                                                            | Svobodný     |
| Lumiera                                                             | POSIX                            | Lumiera Community                              | ve vývoji                    | ve vývoji             | nedostupné                                            | Svobodný                                                            | Svobodný     |
| MainActor                                                           | Linux, Win                       | MainConcept                                    | 2004                         | 2007                  | 5.5                                                   | Opuštěn                                                             | Proprietární |
| Media 100                                                           | Mac                              | Media 100 (nyní součást programu Boris FX)     | 2006                         | 2010                  | 1.5.1                                                 | Nesvobodný $1295.00                                                 | Proprietární |
| Mpeg Video Wizard                                                   | Windows                          | Womble Multimedia                              | 2004                         | 2009                  | March 2009                                            | Nesvobodný $34.00                                                   | Proprietární |
| Mpeg Video Wizard DVD                                               | Windows                          | Womble Multimedia                              | 2006                         | 2009                  | 4.0.4.113                                             | Nesvobodný $49.00                                                   | Proprietární |
| OpenShot Video Editor                                               | Linux, Microsoft Windows, Mac OS | Open Source Community                          | 2008                         | 2013                  | 1.4.3                                                 | Svobodný                                                            | Svobodný     |
| Open Movie Editor                                                   | Linux                            | Open Source Community                          | 2008                         | 2009                  | 20090105                                              | Svobodný                                                            | Svobodný     |
| Pinnacle Studio                                                     | Windows                          | Pinnacle Systems                               | 1999                         | 2009                  | 15.0                                                  | Nesvobodný $49.99 - $129.99                                         | Proprietární |
| Pinnacle Videospin                                                  | Windows                          | Avid                                           | 2009                         | 2009                  | 2.0                                                   | Svobodný                                                            | Proprietární |
| MoviePlus                                                           | Windows                          | Serif (Europe) Ltd.                            | 2003                         | 2008                  | X3 (6.0.1)                                            | Nesvobodný $79.99                                                   | Proprietární |
| Vegas Pro                                                           | Windows                          | Sony Media Software                            | 1999                         | 2009                  | 9.0e                                                  | Nesvobodný $599.95                                                  | Proprietární |
| Ulead MediaStudio Pro                                               | Windows                          | Ulead Systems (nyní součást Corel Corporation) | ?                            | 2006                  | 8.1                                                   | Nesvobodný $399.99                                                  | Proprietární |
| Ulead VideoStudio Plus                                              | Windows                          | Ulead Systems (nyní součást Corel Corporation) | 1993 (1.0)                   | 2010                  | X3                                                    | Nesvobodný $89.99                                                   | Proprietární |
| VideoThang TM                                                       | Windows                          | VideoThang LLC                                 | 2007                         | 2008                  | 2.0.1                                                 | Svobodný                                                            | Proprietární |
| VideoReDo Plus                                                      | Windows                          | DRD Systems, Inc.                              | 2003                         | 2009                  | 2.5.6-512                                             | Nesvobodný $50                                                      | Proprietární |
| VirtualDub                                                          | Windows                          | Avery Lee                                      | 2000                         | 2010                  | 1.9.9                                                 | Svobodný                                                            | Svobodný     |
| VirtualDubMod                                                       | Windows                          |                                                | 2002                         | 2006                  | 1.5.10.2 b2542                                        | Svobodný                                                            | Svobodný     |
| Windows Movie Maker                                                 | Windows                          | Microsoft                                      | 2000                         | 2007                  | 6.0.6000.16386                                        | Distribuován spolu s Windows                                        | Proprietární |
| MAGIX Movie Edit Pro                                                | Windows                          | MAGIX                                          | circa 2001 (VideoDeluxe 1.0) | 2010                  | 16                                                    | Nesvobodný $49.99 - $89.99                                          | Proprietární |
| MAGIX Video Pro X                                                   | Windows                          | MAGIX                                          | 2008                         | 2010                  | X2                                                    | Nesvobodný $399.99                                                  | Proprietární |
| VideoLab                                                            | Windows                          | Mitov Software                                 | 2002                         | 2010                  | 4.3.1                                                 | Svobodný pro nekomerční nebo výukové použití                        |              |
| Movavi VideoSuite                                                   | Windows                          | Movavi                                         | 2002                         | 2010                  | ?                                                     | Nesvobodný $59.99 - $99.99                                          | Proprietární |
| Program                                                             | Platforma                        | Vývojář                                        | Rok prvního vydání           | Rok posledního vydání | Nejnovější verze                                      | Cena (USD)                                                          | Licence      |

## Systémové požadavky
Tato tabulka zobrazuje operační systémy, na kterých program běží nativně (bez emulace) spolu s minimálními požadavkami na hardwarové vybavení vašeho počítače. Ber v potaz, že pouze minimální požadavky jsou uvedeny a ty nemusí odpovídat všem typům činnostem například práci s videem ve vysokém rozlišení.
|                                                                     | Windows | Mac OS X       | UN*X | Procesor                                         | RAM                              | HDD                 |
| ------------------------------------------------------------------- | ------- | -------------- | ---- | ------------------------------------------------ | -------------------------------- | ------------------- |
| Adobe Premiere Pro CS4 (32bit)                                      | Ano     | (od verze CS3) | Ne   | 1.4 GHz, SSE2 procesor, nebo srovnatelný         | 1 GB / 2 GB pro editaci HD videa | 4 GB                |
| Adobe Premiere Pro CS5 (64bit)                                      | Ano     | Ano            | Ne   | vícejádrový x86-64 procesor                      | 2 GB                             | 10 GB               |
| Adobe Premiere Elements                                             | Ano     | Ne             | Ne   | procesor s SSE2                                  | 512 MB                           | 4.5 GB              |
| Avid Free DV                                                        | Ano     | Ano            | Ne   | 933 MHz x86, 667 MHz PPC                         | 1 GB                             | ?                   |
| Avid Xpress DV                                                      | Ano     | Ano            | Ne   | 933 MHz x86, 667 MHz PPC                         | 1 GB                             | 20 GB               |
| Avid Xpress Pro HD                                                  | Ano     | Ano            | Ne   | Pentium 4, PowerMac G5                           | 1 GB                             | 20 GB               |
| Avid Liquid                                                         | Ano     | Ne             | Ne   | Pentium 4 nebo vyšší                             | 1 GB                             | 20 GB               |
| Avid Media Composer                                                 | Ano     | Ano            | Ne   | Pentium 4 nebo vyšší                             | 2 GB                             | 20 GB               |
| Avidemux                                                            | Ano     | Ano            | Ano  | Otázka                                           | Otázka                           | Otázka              |
| AVS Video Editor                                                    | Ano     | Ne             | Ne   | Intel / AMD kompatibilní na 2500 MHz nebo vyšší  | 1 GB                             | 1 GB                |
| Blender (VSE : Video Sequence Editor)                               | Ano     | Ano            | Ano  | 300 MHz                                          | 128 MB                           | 20 MB volného místa |
| iFunia Video Converter                                              | Ano     | Ano            | Ne   | Intel / AMD kompatibilní na 2500 MHz nebo výše   | 1 GB                             | 1 GB                |
| Cinelerra                                                           | Ne      | Ano            | Ano  | 500 MHz                                          | 256 MB                           | ?                   |
| CyberLink PowerDirector Archivováno 28. 2. 2009 na Wayback Machine. | Ano     | Ne             | Ne   | procesor s SSE2                                  | 512 MB                           | 2 GB                |
| Dayang Montage Extreme                                              | Ano     | Ne             | Ne   | Pentium 4 nebo vyšší                             | 1 GB                             | 20 GB               |
| EDIUS                                                               | Ano     | Ne             | Ne   | Pentium 4 3.0 GHz+                               | 1 GB                             | 800 MB              |
| Final Cut Express                                                   | Ne      | Ano            | Ne   | 500 MHz                                          | 384 MB                           | 1 GB                |
| Final Cut Studio                                                    | Ne      | Ano            | Ne   | 1.25 GHz G4, Intel Core Duo or Xeon              | 1 GB                             | 4 GB Apps           |
| FORscene                                                            | Ano     | Ano            | Ano  | N/A                                              | 256 MB                           | Jakýkoliv           |
| Full Motion Video                                                   | Ano     | Ne             | Ne   | PIII 1 GHz nebo rychlejší                        | 256 MB                           | 15Mb                |
| iMovie HD                                                           | Ne      | Ano            | Ne   | PPC G4 nebo rychledjší, Mac počítače s intelem   | 256 MB                           | 10 GB               |
| LiVES                                                               | Ne      | Ano            | Ano  | 800 MHz                                          | 128 MB                           | 10 GB               |
| Kdenlive                                                            | Ne      | Ano            | Ano  | 600 MHz                                          | 256 MB                           | 1 GB                |
| OpenShot Video Editor                                               | Ano     | Ano            | Ano  | 600 MHz                                          | 256 MB                           | 1 GB                |
| PiTiVi                                                              | Ne      | Ne             | Ano  | ?                                                | ?                                | 2 MB                |
| Kino GTK                                                            | Ne      | Ne             | Ano  | Otázka                                           | Otázka                           | Otázka              |
| MainActor                                                           | Ano     | Ne             | Ano  | 700 MHz                                          | 128 MB                           | ?                   |
| Media 100                                                           | Ne      | Ano            | Ne   | 1.8 GHz G5 nebo lepší                            | 2 GB                             | ?                   |
| MPEG Video Wizard                                                   | Ano     | Ne             | Ne   | 233 MHz                                          | 32 MB                            | 20 MB               |
| MPEG Video Wizard DVD                                               | Ano     | Ne             | Ne   | 233 MHz                                          | 32 MB                            | 20 MB               |
| Pinnacle Studio MediaSuite                                          | Ano     | Ne             | Ne   | 1.4 GHz                                          | 512 MB                           | 1.7 GB              |
| Pinnacle VideoSpin                                                  | Ano     | Ne             | Ne   | 1.4 GHz                                          | 512 MB                           | 150 MB              |
| Serif MoviePlus                                                     | Ano     | Ne             | Ne   | Pentium II nebo AMD Athlon XP                    | 128 MB                           | 149 MB              |
| Vegas Pro                                                           | Ano     | Ne             | Ne   | 1.0 GHz                                          | 1.0 GB                           | 200 MB              |
| Ulead MediaStudio Pro                                               | Ano     | Ne             | Ne   | 800 MHz                                          | 256 MB                           | 800 MB              |
| Ulead VideoStudio Plus                                              | Ano     | Ne             | Ne   | Pentium 4 nebo vyšší, SSE2 při práci s HD videem | 128 MB                           | 3 GB                |
| Merging Technologies VCube                                          | Ano     | Ne             | Ne   | Pentium 4 nebo vyšší                             | 512 MB                           | 800 MB              |
| VideoThang TM                                                       | Ano     | Ne             | Ne   | Pentium 4 nebo vyšší                             | 512 MB                           | 300 MB              |
| Video Edit Magic / Express                                          | Ano     | Ne             | Ne   | 500 MHz nebo vyšší                               | 256 MB                           | 200 MB              |
| VirtualDub                                                          | Ano     | Ne             | Ne   | Otázka                                           | Otázka                           | 3 Mb                |
| Windows Movie Maker                                                 | Ano     | Ne             | Ne   | 1 GHz pro nejlepší výkon                         | 128 MB                           | 10 Mb               |
| VideoLab                                                            | Ano     | Ne             | Ne   | 500 MHz                                          | 256 MB                           | 100 Mb              |
|                                                                     | Windows | Mac OS X       | Unix | Procesor                                         | RAM                              | HDD                 |

## Importování HD videa
Tabulka ukazuje, jak je program schopen importovat HD video.
|                            | 720p HDV | 1080i HDV | DVCPRO HD                | Nekomprimované HD | IMX                         | AVCHD                                                 | XDCAM HD       | HDV    | AVC-1  | DNxHD  | REDCODE                  |
| -------------------------- | -------- | --------- | ------------------------ | ----------------- | --------------------------- | ----------------------------------------------------- | -------------- | ------ | ------ | ------ | ------------------------ |
| Adobe Premiere Pro         | Ano      | Ano       | Ano                      | Ano               | (rozšíření od třetí strany) | (Od verze CS4, při použití rozšíření už od verze CS3) | (Od verze CS3) | Ano    | ?      | ?      | (rozšíření třetí strany) |
| Adobe Premiere Elements    | Ano      | Ano       | Ne                       | Ne                | Ne                          | Ano                                                   | ?              | Ano    | ?      | ?      | ?                        |
| Avid Media Composer        | Ano      | Ano       | Ano                      | Ano               | Ano                         | Ano                                                   | Ano            | Ano    | Ano    | Ano    | Ano                      |
| Avid Xpress DV             | Ne       | Ne        | Ne                       | Ne                | Ne                          | ?                                                     | ?              | ?      | ?      | Ne     | Ne                       |
| Avid Xpress Pro            | Ano      | Ano       | Ano                      | Ne                | Ne                          | Ano                                                   | ?              | Ano    | ?      | Ano    | ?                        |
| Avid Liquid                | Ano      | Ano       | Ne                       | Ano               | Ano                         | ?                                                     | ?              | ?      | ?      | Ne     | Ne                       |
| Avidemux                   | Otázka   | Otázka    | Otázka                   | Otázka            | Otázka                      | Otázka                                                | Otázka         | Otázka | Otázka | Otázka | Otázka                   |
| AVS Video Editor           | Ano      | Ano       | ?                        | Ano               | Ne                          | Ano                                                   | ?              | Ano    | ?      | ?      | ?                        |
| Blender                    | Ano      | Ano       | ?                        | Ano               | Ne                          | Ano                                                   | ?              | ?      | ?      | ?      | ?                        |
| iFunia Video Converter     | Ano      | Ano       | ?                        | Ano               | Ne                          | Ano                                                   | ?              | ?      | ?      | ?      | ?                        |
| Cinelerra                  | Ano      | Ano       | Ano                      | Ano               | Ano                         | Ano                                                   | Ano            | Ano    | Ano    | Ano    | Ne                       |
| CyberLink PowerDirector    | Ano      | Ano       | ?                        | Ano               | ?                           | Ano                                                   | ?              | Ano    | Ano    | ?      | ?                        |
| Dayang Montage Extreme     | Ano      | Ano       | Ano                      | Ano               | Ano                         | Ano                                                   | Ano            | Ano    | Ne     | Ano    | Ne                       |
| EDIUS Neo                  | Ano      | Ano       | Ne                       | Ne                | Ne                          | Ano                                                   | Ne             | Ano    | Ne     | Ne     | Ne                       |
| EDIUS                      | Ano      | Ano       | Ano                      | Ano               | Ano                         | Ano                                                   | Ano            | Ano    | Ano    | ?      | ?                        |
| Final Cut Express          | Ano      | Ano       | Ne                       | Ne                | Ne                          | Ano                                                   | ?              | ?      | ?      | ?      | ?                        |
| Final Cut Studio           | Ano      | Ano       | Ano                      | Ano               | Ano                         | Ano                                                   | Ano            | Ano    | Ano    | ?      | Ano                      |
| FORscene                   | Ano      | Ano       | Ano                      | Ano               | Ano                         | ?                                                     | ?              | ?      | ?      | ?      | ?                        |
| Full Motion Video          | Ano      | Ano       | Ano                      | Ano               | Ano                         | ?                                                     | ?              | ?      | ?      | ?      | ?                        |
| iMovie HD                  | Ano      | Ano       | (rozšíření třetí strany) | Ne                | Ne                          | Ano                                                   | ?              | ?      | ?      | ?      | ?                        |
| LiVES                      | Ano      | Ano       | ?                        | Ano               | ?                           | ?                                                     | ?              | ?      | ?      | ?      | ?                        |
| PiTiVi                     | Ano      | Ano       | Ano                      | Ano               | Ano                         | Ano                                                   | Ano            | Ano    | Ano    | Ano    | ?                        |
| Kdenlive                   | Ano      | Ano       | Ano                      | Ano               | Ano                         | Ano                                                   | Ano            | Ano    | Ano    | Ano    | Ne                       |
| Kino GTK                   | Otázka   | Otázka    | Otázka                   | Otázka            | Otázka                      | Otázka                                                | Otázka         | Otázka | Otázka | Otázka | Otázka                   |
| MainActor                  | ?        | ?         | ?                        | ?                 | ?                           | ?                                                     | ?              | ?      | ?      | ?      | ?                        |
| MPEG Video Wizard          | Ano      | Ano       | ?                        | ?                 | ?                           | Ne                                                    | ?              | Ano    | ?      | ?      | ?                        |
| MPEG Video Wizard DVD      | Ano      | Ano       | ?                        | ?                 | ?                           | Ne                                                    | ?              | Ano    | ?      | ?      | ?                        |
| OpenShot Video Editor      | Ano      | Ano       | Ano                      | Ano               | Ano                         | Ano                                                   | Ano            | Ano    | Ano    | Ano    | Ne                       |
| Open Movie Editor          | ?        | ?         | ?                        | ?                 | ?                           | ?                                                     | ?              | ?      | ?      | ?      | ?                        |
| Pinnacle Studio            | Ano      | Ano       | Ne                       | Ne                | Ne                          | Ano                                                   | ?              | Ano    | ?      | ?      | ?                        |
| Serif MoviePlus            | Ano      | Ano       | Otázka                   | Otázka            | Ne                          | ?                                                     | ?              | ?      | ?      | ?      | ?                        |
| Vegas Pro                  | Ano      | Ano       | (rozšíření třetí strany) | Ano               | Ano                         | Ano                                                   | Ano            | Ano    | ?      | ?      | (od verze Pro 9)         |
| Ulead MediaStudio Pro      | Ano      | Ano       | ?                        | Ano               | Ne                          | ?                                                     | ?              | ?      | ?      | ?      | ?                        |
| Ulead VideoStudio Plus     | Ano      | Ano       | ?                        | Ano               | Ne                          | Ano                                                   | ?              | ?      | ?      | ?      | ?                        |
| Merging Technologies VCube | Ano      | Ano       | Ano                      | Ano               | Ano                         | ?                                                     | ?              | ?      | ?      | ?      | ?                        |
| Video Edit Magic           | ?        | ?         | Ne                       | ?                 | Ne                          | ?                                                     | ?              | ?      | ?      | ?      | ?                        |
| VirtualDub                 | Otázka   | Otázka    | Otázka                   | Otázka            | Otázka                      | Otázka                                                | Otázka         | Otázka | Otázka | Otázka | Otázka                   |
| Windows Movie Maker        | Ano      | Ano       | Ne                       | Ne                | Ne                          | Ano                                                   | ?              | Ano    | ?      | ?      | ?                        |
|                            | 720p HDV | 1080i HDV | DVCPRO HD                | Nekomprimované    | IMX                         | AVCHD                                                 | XDCAM HD       | HDV    | AVC-1  | DNxHD  | REDCODE                  |

## Vlastnosti
|                                       | podpora HD videa        | Nedestruktivní editace | Přehrávání na celou obrazovku                           | Mód časové osy po scénách | Video stop                | Audio stop / maximální počet kanálů                       | Linear timecode displej                         |
| ------------------------------------- | ----------------------- | ---------------------- | ------------------------------------------------------- | ------------------------- | ------------------------- | --------------------------------------------------------- | ----------------------------------------------- |
| Adobe Premiere Pro                    | Ano                     | Ano                    | , na oddělených monitorech                              | Ano                       | 99                        | 99                                                        | Ano                                             |
| Adobe Premiere Elements               | Ano                     | Ano                    | Ano                                                     | Ano                       | 99                        | 99                                                        | Ano                                             |
| Avid Xpress DV                        | ?                       | Ano                    | Ano                                                     | Ano                       | 8 stop, neomezeně vrstev  | 8 stop, neomezeně vrstev                                  | Ano                                             |
| Avid Xpress Pro                       | Ano                     | Ano                    | Ano                                                     | Ano                       | 24 stop, neomezeně vrstev | 24 stop, neomezeně vrstev                                 | Ano                                             |
| Avidemux                              | Ano                     | Ano                    | Otázka                                                  | Otázka                    | 1                         | 2 /                                                       | Otázka                                          |
| AVS Video Editor                      | Ano                     | Ano                    | Ano                                                     | Ano                       | 1                         | 1                                                         | Ano                                             |
| Blender (VSE : Video Sequence Editor) | Ano                     | Ano                    | Ano                                                     | Ano                       | Neomezeně                 | Neomezeně                                                 | Ano                                             |
| iFunia Video Converter                | Ano                     | Ano                    | Ano                                                     | Ano                       | ?                         | ?                                                         | Ano                                             |
| Cinelerra                             | · (jakékoliv rozlišení) | Ano                    | Ano                                                     | Ne                        | Neomezeně                 | Neomezeně / 16                                            | Ano                                             |
| CyberLink PowerDirector               | Ano                     | Ano                    | Ano                                                     | Ano                       | 10                        | 4                                                         | Ano                                             |
| Dayang Montage Extreme                | Ano                     | Ano                    | Ano                                                     | Ano                       | 99 na sekvenci            | 99 per sekvenci                                           | Ano                                             |
| EDIUS Neo                             | Ano                     | Ano                    | Ano                                                     | Ne                        | neomezeně vrstev          | neomezeně vrstev                                          | Ano                                             |
| EDIUS                                 | Ano                     | Ano                    | , na PC i TV                                            | Ne                        | neomezeně vrstev          | neomezeně vrstev                                          | Ano                                             |
| Final Cut Express                     | Ano                     | Ano                    | , s externím videem                                     | , v Prohlížeči médií      | 99 na sekvenci            | 99 / 2 na sekvenci                                        | Ne                                              |
| Final Cut Studio                      | Ano                     | Ano                    | ,                                                       | , v Prohlížeči médií      | 99 na sekvenci            | 99 / 24 na sekvenci                                       | Ano                                             |
| FORscene                              | Pouze vstup             | Ano                    | (podcasty)                                              | Beta testování            | 2                         | 4                                                         | Ano                                             |
| Full Motion Video                     | Ano                     | Ano                    | Ano                                                     | Ano                       | Neomezeně                 | 2                                                         | Ano                                             |
| iMovie HD                             | Ano                     | Ano                    | Ano                                                     | Ano                       | 1                         | 2                                                         | Ano                                             |
| PiTiVi                                | Ano                     | Ano                    | Ano                                                     | Ne                        | Neomezeně                 | Neomezeně                                                 | ?                                               |
| Kdenlive                              | Ano                     | Ano                    | Ano                                                     | Ano                       | Neomezeně                 | Neomezeně                                                 | Ano                                             |
| Kino GTK                              | Otázka                  | Ano                    | Ano                                                     | Ano                       | Otázka                    | Otázka                                                    | Otázka                                          |
| LiVES                                 | · (jakékoliv rozlišení) | · (vícestopá editace)  | · (první, druhý nebo na všech monitorech, nastavitelné) | Ne                        | Neomezeně                 | audio pro každou video stopu + audio na pozadí / 2 kanály | Ano                                             |
| MainActor                             | ?                       | ?                      | ?                                                       | ?                         | ?                         | ?                                                         | ?                                               |
| MPEG Video Wizard                     | Ano                     | Ano                    | Ano                                                     | Ano                       | 1                         | 3                                                         | Ano                                             |
| MPEG Video Wizard DVD                 | Ano                     | Ano                    | Ano                                                     | Ano                       | 1                         | 3                                                         | Ano                                             |
| OpenShot Video Editor                 | Ano                     | Ano                    | Ne                                                      | Ne                        | Neomezeně                 | Neomezeně                                                 | Ano                                             |
| Open Movie Editor                     | ?                       | ?                      | ?                                                       | ?                         | ?                         | ?                                                         | ?                                               |
| Serif MoviePlus                       | Ano                     | Ano                    | , & na dalším monitoru nebo TV                          | , partial                 | Neomezeně                 | Neomezeně                                                 | Ne                                              |
| Vegas Pro                             | (jakékoliv rozlišení)   | Ano                    | Ano                                                     | Ne                        | Neomezeně                 | Neomezeně/Maximální počet kanálů 16                       | Ano                                             |
| Pinnacle Studio                       | Ano                     | Ne                     | Ano                                                     | Ano                       | 2                         | 4                                                         | Ano                                             |
| Ulead MediaStudio Pro                 | Ano                     | Ano                    | , na dalším monitoru                                    | ?                         | 99                        | ?                                                         | Ano                                             |
| Ulead VideoStudio Plus                | Ano                     | Ano                    | Ano                                                     | Ano                       | 7                         | 9                                                         | Ano                                             |
| Merging Technologies VCube            | Ano                     | Ano                    | , na PC i TV                                            | Ne                        | Neomezeně stop a vrstev   | Neomezeně / 16                                            | Ano                                             |
| Video Edit Magic / Express            | ?                       | Ano                    | Ano                                                     | Ne                        | 2 / 1 (Express)           | 2 / 1 (Express)                                           | Ne                                              |
| VirtualDub                            | Otázka                  | Ano                    | Ne                                                      | Ne                        | 1                         | 1                                                         | Ano                                             |
| Windows Movie Maker                   | Ano                     | Ne                     | Ano                                                     | Ano                       | 1                         | 2                                                         | Ano                                             |
| VideoLab                              | Ano                     | Ano                    | Ano                                                     | Ne                        | Neomezeně                 | Neomezeně                                                 | Ano                                             |
|                                       | podpora HD videa        | Nedestruktivní editace | Přehrávání na celou obrazovku                           | Mód časové osy po scénách | Video stop                | Audio stop / maximální počet kanálů                       | Linear timecode displej Linear timecode displej |

## Možnosti výstupu
Vezměte prosím v potaz, že nahrávání na nosiče [Blu-ray] jednoduše neimplikuje 1080*50p (progresivní vs. prokládaný obraz). Také nezapomeňte, že ne všechny formáty mohou být výstupy (například Premiere Pro neumí exportovat výsledek do AVCHD)
|                                       | DVD    | HD video  | Chytré telefony  | Java telefony    | QuickTime               | Windows Media            | MPEG-4                  | XML/EDL        | Vykopírovat na pásek | Web, nehostovaný | Web, hostovaný           | Vytvoření podcastu |
| ------------------------------------- | ------ | --------- | ---------------- | ---------------- | ----------------------- | ------------------------ | ----------------------- | -------------- | -------------------- | ---------------- | ------------------------ | ------------------ |
| Adobe Premiere Pro                    | Ano    | (Blu-Ray) | Ano              | Ne               | Ano                     | Ano                      | Ano                     | Ano            | Ano                  | Ano              | Ano                      | ?                  |
| Adobe Premiere Elements               | Ano    | (Blu-Ray) | Ano              | Ne               | Ano                     | Ano                      | Ano                     | Ne             | Ano                  | Ano              | Ano                      | Ano                |
| Avid Xpress DV                        | Ano    | Ne        | Ne               | Ne               | Ano                     | Ano                      | Ano                     | Ano            | Ano                  | Ano              | Ne                       | ?                  |
| Avid Xpress Pro                       | Ano    | (Blu-Ray) | Ne               | Ne               | Ano                     | Ano                      | Ano                     | Ano            | Ano                  | Ano              | Ne                       | ?                  |
| Avidemux                              | Otázka | Otázka    | Otázka           | Otázka           | Otázka                  | Otázka                   | Otázka                  | Otázka         | Otázka               | Otázka           | Otázka                   | Otázka             |
| AVS Video Editor                      | Ano    | (Blu-Ray) | Ano              | Ne               | Ano                     | Ano                      | Ano                     | Ne             | Ne                   | Ano              | Ano                      | Ne                 |
| Blender (VSE : Video Sequence Editor) | Ano    | Ano       | Otázka           | Otázka           | Ano                     | Otázka                   | Ano                     | Otázka         | Otázka               | Otázka           | Otázka                   | Otázka             |
| iFunia Video Converter                | Ano    | (Blu-Ray) | Ano              | Ne               | Ano                     | Ano                      | Ano                     | Ne             | Ne                   | Otázka           | Otázka                   | Ne                 |
| Cinelerra                             | Ano    | Ano       | Ano              | Ano              | Ano                     | Ano                      | Ano                     | Ano            | Ne                   | Ano              | Ne                       | Ano                |
| CyberLink PowerDirector               | Ano    | Ano       | Ano              | Ne               | Ano                     | Ano                      | Ano                     | Ne             | Ano                  | Ano              | Ne                       | Ano                |
| Dayang Montage Extreme                | Ano    | Ano       | Ne               | Ne               | Ano                     | Ano                      | Ano                     | Ano            | Ano                  | Otázka           | Otázka                   | Ne                 |
| EDIUS                                 | Ano    | Ano       | ?                | Ne               | Ano                     | Ano                      | Ano                     | Ano            | Ano                  | Ano              | Ne                       | ?                  |
| Final Cut Express                     | Ano    | Ano       | Ano              | Ne               | Ano                     | (rozšíření třetí strany) | Ano                     | (od verze 2.5) | Ano                  | Ano              | ?                        | Ano                |
| Final Cut Studio                      | Ano    | Ano       | Ano              | Ne               | Ano                     | (rozšíření třetí strany) | Ano                     | Ano            | Ano                  | Ano              | ?                        | Ano                |
| FORscene                              | Ne     | Ne        | Ano              | Ano              | (MPEG 2)                | (MPEG 2)                 | Otázka                  | Ano            | Ne                   | Ano              | Ano                      | Ano                |
| iMovie HD                             | Ano    | Ne        | Ano              | Ne               | Ano                     | (rozšíření třetí strany) | Ano                     | Ne             | Ano                  | Ano              | (s .Mac)                 | Ano                |
| PiTiVi                                | Ano    | Ano       | ?                | ?                | Ano                     | Ano                      | Ano                     | ?              | ?                    | Ne               | Ne                       | ?                  |
| Kdenlive                              | Ano    | Ano       | Ano              | Ano              | Ano                     | Ano                      | Ano                     | Ano            | Ano                  | Ano              | Ano                      | ?                  |
| Kino GTK                              | Ne     | Ne        | Ne               | Ne               | Ne                      | Ne                       | Ano                     | Ne             | Ne                   | Ne               | Ne                       | Ne                 |
| LiVES                                 | Ano    | Ano       | Ano              | Ano              | Ano                     | Ano                      | Ano                     | Ne             | Ne                   | Ano              | Ne                       | ?                  |
| MPEG Video Wizard                     | Ne     | Ano       | ?                | ?                | Ne                      | Ne                       | Ano                     | Ne             | Ne                   | Ne               | Ne                       | Ano                |
| MPEG Video Wizard DVD                 | Ano    | Ano       | ?                | ?                | Ano                     | Ne                       | Ano                     | Ne             | Ne                   | Ne               | Ne                       | Ano                |
| OpenShot Video Editor                 | Ano    | Ano       | Ano              | Ano              | Ano                     | Ano                      | Ano                     | Ne             | Ano                  | Ano              | Ano                      | Ano                |
| Open Movie Editor                     | ?      | ?         | ?                | ?                | ?                       | ?                        | ?                       | ?              | ?                    | ?                | ?                        | ?                  |
| Serif MoviePlus                       | Ano    | Otázka    | Ne               | Ne               | Ano                     | Ano                      | Ano                     | Otázka         | Ano                  | Ano              | Ano                      | ?                  |
| Vegas Pro                             | Ano    | (Blu-Ray) | Ne               | Ne               | Ano                     | Ano                      | Ano                     | Ano            | Ano                  | Ano              | Ne                       | ?                  |
| Pinnacle Studio                       | Ano    | Ano       | Ano              | Ne               | Ano                     | Ano                      | Ano                     | Ne             | Ano                  | Ano              | Ano                      | Ano                |
| Ulead MediaStudio Pro                 | Ano    | Ne        | Ne               | Ne               | Ano                     | Ano                      | Ano                     | Ne             | Ano                  | Ano              | Ne                       | ?                  |
| Ulead VideoStudio Plus                | Ano    | Ano       | (přes rozšíření) | (přes rozšíření) | Ano                     | Ano                      | Ano                     | Ne             | Ano                  | Ano              | (pomocí DropShot)        | ?                  |
| Merging Technologies VCube            | Ano    | Ne        | Ne               | Ne               | Ano                     | Ano                      | Ano                     | Otázka         | Otázka               | Otázka           | Ne                       | ?                  |
| Video Edit Magic                      | Ano    | Ne        | Ne               | Ne               | Ano                     | Ano                      | Ano                     | Ne             | Ano                  | Ano              | Ne                       | Ano                |
| VirtualDub                            | Ne     | Ne        | Ne               | Ne               | Ne                      | Ne                       | Ano                     | Ne             | Ne                   | Ne               | Ne                       | Ne                 |
| Windows Movie Maker                   | Ano    | Ano       | Ano              | Ne               | Ne                      | Ano                      | Ne                      | Ne             | Ano                  | (pouze WMV)      | Ne                       | Ne                 |
| VideoLab                              | Ano    | Ano       | Ne               | Ne               | (s kodeky třetí strany) | Ano                      | (s kodeky třetí strany) | Ne             | Ano                  | Ano              | (na serverech s Windows) | Ano                |
|                                       | DVD    | HD video  | Chytré telefony  | Java telefony    | QuickTime               | Windows Media            | MPEG-4                  | XML/EDL        | Vytisknout na pásku  | Web, nehostovaný | Web, hostovaný           | Vytvoření podcastu |

## Cílové skupiny
|                       | Zákazníci | Zastánci | Profesionálové (video) | Produkce high-end filmů |
| --------------------- | --- | --- | --- | ----------------------- |
| Nejlevnější Nejdražší | Kino Avidemux PiTiVi LiVES FMV Full Motion Video Pinnacle VideoSpin Adobe Premiere Elements MAGIX Movie Edit Pro CyberLink PowerDirector Avid Free DV Windows Movie Maker AVS Video Editor MPEG Video Wizard MPEG Video Wizard DVD Ulead VideoStudio Grass Valley EDIUS Neo iMovie Pinnacle Studio Vegas Pro | OpenShot Video Editor PiTiVi Cinelerra Final Cut Express Avid Xpress DV MAGIX Video Pro X Ulead MediaStudio Pro | Cinelerra Blender(VSE) Kdenlive Dayang Montage Extreme FORscene Grass Valley EDIUS Avid Xpress Pro Merging Technologies VCube Adobe Premiere Pro Final Cut Studio Avid Media Composer | Avid Media Composer     |